# Espace urbain d'Alençon-Argentan
L'espace urbain d'Alençon-Argentan est un espace urbain constitué autour des villes d'Alençon et d'Argentan et localisé principalement dans l’Orne. Par la population, c'est le  36° des 96 espaces urbains français. En 1999, sa population était de 92 365  habitants sur une superficie de 989,28 km2.

## Caractéristiques
Dans les limites définies en 1999 par l'INSEE, l'espace urbain d’Alençon-Argentan comprend 93 communes:
Il est composé de deux aires urbaines :
- l'aire urbaine d'Alençon (54 communes),
- l'aire urbaine d'Argentan (37 communes),

et de deux communes rurales multipolarisées : Le Cercueil et Tanville.